# Rhythm of Love (canción de Scorpions)
«Rhythm of Love» es una canción de la banda alemana de hard rock y heavy metal Scorpions, publicada como sencillo en 1988 por los sellos Harvest/EMI para Europa y por Mercury Records para los Estados Unidos. Incluida como la segunda pista del álbum Savage Amusement (1988), fue escrita por Klaus Meine y Rudolf Schenker. Es una canción de hard rock de medio tempo con un gancho descrito como «pesado, dramático y melódico», cuya letra relata abiertamente una relación sexual. 
Una vez en el mercado, logró posicionarse en algunas listas musicales de Europa y en los Estados Unidos, de las cuales destacó el cuarto puesto en el recuento de Polonia y el octavo en la lista de Francia. Además, recibió reseñas positivas por parte de la prensa especializada por aspectos como la melodía, el groove y el estribillo, e incluso, es citada como una de las canciones destacadas del álbum. 
Para promocionarlo, en el mismo año se grabó un videoclip cuya trama mezcla la ciencia ficción y el erotismo; sin embargo, el rodaje resultó complicado y aburrido para los músicos. Además, es visto como la prueba de la imposición del sello discográfico y la agencia de la banda en meterlos en el glam metal, ya que vestían con ropa glam, mas no estrafalarias como otras agrupaciones de la época. Posteriormente fue interpretada en vivo en los conciertos de las giras Savage Amusement Tour (1988-1989) y Crazy World Tour (1990-1991). A su vez, en 2001 la banda la arregló en formato acústico para la producción unplugged Acoustica, mientras que en 2011 la regrabó con la tecnología de la época para el disco de versiones Comeblack.

## Antecedentes
En 1984 Scorpions publicó su noveno álbum de estudio Love at First Sting y de él se extrajeron cuatro canciones que salieron a la venta como sencillos en ese mismo año: «Rock You Like a Hurricane», «Still Loving You», «Big City Nights» y «I'm Leaving You», este último editado únicamente en los Estados Unidos. La power ballad «Still Loving You» fue la más exitosa de ellos, sobre todo en algunos países de Europa continental y Sudamérica; por ejemplo, llegó al primer lugar en las listas de Brasil, Francia y Portugal. Luego del éxito comercial que trajo consigo el disco Love at First Sting, los músicos señalaron que hubo una enorme presión por hacer un disco similar. Por ese motivo, el productor Dieter Dierks rechazó la primera maqueta que la banda le envió en noviembre de 1985, ya que él quería hacer el álbum perfecto. Contando la preproducción, Savage Amusement (1988) tardó más de dos años y medio en estar listo, debido a la tensa relación laboral entre el productor y Scorpions.

## Composición y grabación
«Rhythm of Love» la escribió el vocalista Klaus Meine junto con el guitarrista Rudolf Schenker, cuya letra relata abiertamente una relación sexual. En cuanto a la música, la revista Music & Media la definió como una canción hard rock de medio tempo con un gancho «pesado, dramático y melódico». De acuerdo con la partitura publicada en Musicnotes por Alfred Publishing Co. Inc, el tema está compuesto en la tonalidad de sol menor, con un tempo de rock lento de 88 pulsaciones por minuto.
En el estribillo participó la cantante canadiense Lee Aaron, cuya intervención se debió al productor Dieter Dierks. Aaron comentó que en 1987 lo conoció cuando su sello discográfico recurrió a él para grabar material en vivo en Alemania; para entonces, la banda estaba grabando la canción. La cantante recordó que querían añadir unos tonos altos en el estribillo, pero ninguna de las personas presentes en el estudio, entre ellos Udo Dirkschneider y Don Dokken, podía alcanzar el registro que necesitaban. Así fue como Dierks la recomendó y en un día grabó la parte vocal que anhelaban. Al igual que las demás canciones que integran Savage Amusement, la grabación se realizó en los estudios Dierks en Colonia (Alemania) entre 1987 y 1988.

## Lanzamiento
«Rhythm of Love» salió a la venta como sencillo el 16 de mayo de 1988 por los sellos Harvest/EMI para Europa y por Mercury Records para los Estados Unidos. Editado en el formato vinilo de 7", su lado B lo ocupó «We Let It Rock... You Let It Roll». También salió en vinilo de 12" y maxisencillo en disco compacto, cuyo lado B lo integró nuevamente «We Let It Rock You Let It Roll», pero además figuró una versión rough mix de «Love on the Run». En los Estados Unidos, Mercury publicó una edición especial en CD Video, conformada por las pistas de audio de «Rhythm of Love», «We Let It Rock... You Let It Roll», «Every Minute Every Day» y «Don't Stop at the Top» y el videoclip de «Rhythm of Love».

## Vídeo musical
En el mismo año se realizó el videoclip, cuya dirección quedó a cargo de Marty Callner. La grabación se llevó a cabo en un estudio de Hollywood y su trama principal mezcla la ciencia ficción y el erotismo, con mujeres en posiciones comprometedoras y la banda tocando en vivo la canción en una nave espacial. La protagonista y principal interés sexual es la actriz y modelo Joan Severance. De acuerdo con el crítico Martin Popoff, este video es la prueba de la imposición del sello discográfico y la agencia de la banda en meterlos en el glam metal, ya que vestían con ropa glam, mas no estrafalaria como otras agrupaciones de la época. Cabe destacar que para los músicos el rodaje les resultó complicado y aburrido.

## Recepción

### Crítica especializada
«Rhythm of Love» recibió reseñas principalmente positivas por parte de la prensa especializada. La revista Cashbox vaticinó, en su crítica de 1988 al álbum, que las radios AOR disfrutarían con sus canciones, entre las citadas figuraba «Rhythm of Love». Kannan Chandran, del diario The Straits Times, señaló que tanto esta canción como «Believe in Love» dominaban la naturaleza más melódica de Savage Amusement. El crítico canadiense Martin Popoff distinguió el groove melódico y el estribillo pegadizo, mientras que Barry Weber, del sitio AllMusic, la destacó del listado de canciones del disco.
Malcolm Dome, de Classic Rock, comentó que, a pesar de tener una producción excesivamente brillante, se mantiene firme en el disco. El autor francés Guillaume Gaguet, en su libro Scorpions L'intégrale en 367 piqûres (2020), expresó que gracias a su melodía imparable se convirtió en el mayor éxito de Savage Amusement. Eduardo Rivadavia, de Ultimate Classic Rock, tuvo una opinión más negativa, pues la nombró «empalagosa», ya que «letra era dolorosamente banal incluso para los estándares encantadoramente cursis de los Scorpions».

### Recepción comercial
De acuerdo con el crítico Martin Popoff, «Rhythm of Love» es un «semi-éxito», ya que logró ingresar en algunas listas musicales en posiciones dispares. En Francia alcanzó el puesto número 8 en el recuento de la Syndicat National de l'Édition Phonographique en julio de 1988, mientras que en Suecia se situó en el 18 en el Sverigetopplistan en junio del mismo año. En Polonia, logró la cuarta posición en la lista nacional y estuvo diez semanas en ella. El 4 de junio de 1988 debutó en la lista británica UK Singles Chart en la posición 59. En cuanto a los recuentos de los Estados Unidos, «Rhythm of Love» obtuvo las casillas 6 y 75 en el Mainstream Rock Tracks y Billboard Hot 100, respectivamente. Por su parte, para la semana del 18 de junio de 1988 alcanzó la posición 90 en el Top 100 Singles de la revista Cashbox.

## Interpretaciones en vivo y regrabaciones
Scorpions incluyó «Rhythm of Love» en el repertorio de canciones de la gira Savage Amusement Tour (1988-1989) y la interpretaba usualmente en el primer cuarto del espectáculo, con Schenker usando una guitarra Flying V de doble mástil. Después la incluyeron en la gira promocional de Crazy World y de una presentación dada en Berlín se grabó para el video de larga duración Crazy World Tour Live...Berlin 1991 y para el álbum en vivo Live Bites (1995). En 2001, Scorpions la arregló en formato unplugged para la producción Acoustica, cuya versión incluía un solo de batería y percusión ejecutado por el estadounidense James Kottak y el chileno Mario Argandoña. Más tarde entre 2008 y 2009, durante la gira Humanity World Tour, la banda la volvió a tocar en directo en formato eléctrico, mientras que en algunos espectáculos sudamericanos interpretaron la versión acústica.
En 2011, Scorpions la regrabó con la tecnología de la época para la producción de versiones y regrabaciones Comeblack. Sobre esta versión, considerada por Popoff «más crujiente» que la original, Schenker expresó que le dieron el sonido que no tuvo en su momento. Por su parte, Matthias Jabs comentó que «ahora suena mucho mejor», pues con el propósito de imitar el estilo de producción logrado por Robert Lange en Hysteria de Def Leppard, Dierks había manipulado en demasía el sonido real de la batería, haciéndola parecer una batería electrónica, algo que le desagradó a los músicos.

## Lista de canciones
| Vinilo de 7" |                                   |                 |          |  |
| N.º          | Título                            | Escritor(es)    | Duración |  |
| 1.           | «Rhythm of Love»                  | Schenker, Meine | 3:47     |  |
| 2.           | «We let it Rock, You let it Roll» | Schenker, Meine | 3:38     |  |

| Vinilo de 12" y maxisencillo en CD |                                   |                           |          |  |
| N.º                                | Título                            | Escritor(es)              | Duración |  |
| 1.                                 | «Rhythm of Love»                  | Schenker, Meine           | 3:47     |  |
| 2.                                 | «We let it Rock, You let it Roll» | Schenker, Meine           | 3:38     |  |
| 3.                                 | «Love On the Run» (Rough Mix)     | Schenker, Meine, Rarebell | 3:35     |  |

| CD Video |                                   |                           |          |  |
| N.º      | Título                            | Escritor(es)              | Duración |  |
| 1.       | «We let it Rock, You let it Roll» | Schenker, Meine           | 3:38     |  |
| 2.       | «Every Minute Every Day»          | Schenker, Meine           | 3:47     |  |
| 3.       | «Don't Stop at the Top»           | Schenker, Meine, Rarebell | 4:03     |  |
| 4.       | «Rhythm of Love»                  | Schenker, Meine           | 3:47     |  |
| 5.       | «Rhythm of Love» (videoclip)      | Schenker, Meine           | 3:48     |  |

## Posicionamiento en listas musicales
| País           | Lista (1988)            | Posición |
| -------------- | ----------------------- | -------- |
| Estados Unidos | Billboard Hot 100       | 75       |
| Estados Unidos | Cashbox Top 100 Singles | 90       |
| Estados Unidos | Mainstream Rock Tracks  | 6        |
| Finlandia      | Suomen virallinen lista | 18       |
| Francia        | French Singles Chart    | 8        |
| Polonia        | Polish Music Charts     | 4        |
| Reino Unido    | UK Singles Chart        | 59       |
| Suecia         | Sverigetopplistan       | 18       |

## Créditos
| - Klaus Meine: voz - Rudolf Schenker: guitarra rítmica - Matthias Jabs: guitarra líder - Francis Buchholz: bajo - Herman Rarebell: batería | - Dieter Dierks: producción - Dieter Dierks y Scorpions: arreglos |

- Fuente: Contraportada de «Rhythm of Love».[17]